# Tell me it's allright
Tell me it's allright is de debuutsingle van de Zaanse muziekgroep Dizzy Man's Band. Het liedje is vrijwel onbekend gebleven. Het haalde de hitparade niet en ook het platenlabel Eagle verdween al snel uit beeld (er zijn slechts minder dan tien uitgaven bekend). Het ging op in Negram.
Het lied is geschreven in de stijl van Chicago en Blood, Sweat & Tears, dus nog niet in de humoristische stijl waarmee de band uiteindelijk bekend werd.
Schrijvers:
- Frans Mijts was trompettist (elpee Trumpet Champion) en speelde onder andere met Golden Earring en Harry Muskee. Hij was de oprichter van Soundpush Studio in Blaricum en speelde in de huisband aldaar. Hij was sinds het begin van de jaren zestig actief met een eigen orkest.
- Bob Ketzer was van origine roadie, later zanger.

De band bestond ten tijde van Tell me it’s allright uit:
- Herman Smak – toetsinstrumenten (uit Take Five)
- Jacques Kloes- zang (uit Take Fave)
- Joop Tromp – slagwerk
- Dirk van der Horst – gitaar
- Rien Zwaan – gitaar (werd hierna diskjockey)
- Dick Buijsman – basgitaar
- Bob Ketzer – zanger